# 706 Hirundo
706 Hirundo eller 1910 KX är en asteroid i huvudbältet, som upptäcktes 9 oktober 1910 av den tyske astronomen Joseph Helffrich i Heidelberg. Den har fått sitt namn efter fågelsläktet Hirundo.
Asteroiden har en diameter på ungefär 30 kilometer.